# Moische Zilberfarb
Moische Zilberfarb (deutsch Silberfarb, russisch Мо́йше Зи́льберфарб, jiddisch משה זילבערפֿאַרב; geboren 1876, Riwne, Russisches Reich; gestorben 1934, Otwock, Polen) war ein jüdisch-ukrainischer Politiker und Intellektueller. Er war Begründer der Vereinigten Jüdischen Sozialistischen Partei 1917.

## Leben
Moische wurde 1876 in einer jüdischen Familie in Riwne, Gouvernement Wolhynien geboren. Er gehörte zu den führenden Vertretern der jüdischen sozialistischen Bewegung "Wosroschdenije" und der Jüdischen Sozialistischen Arbeiterpartei.
Nach der Februarrevolution 1917 war er Mitglied verschiedener Regierungskomitees in der Ukraine. Im August war er der Gründer der Vereinigten Jüdischen Sozialistischen Arbeiterpartei. Nach der Oktoberrevolution war er Mitglied im Regionalkomitee zur Verteidigung der Revolution in der Ukraine. Im November wurde er Minister für jüdische Angelegenheiten der neuen unabhängigen Ukrainischen Volksrepublik. 1918 wurde er Rektor der Jüdischen Nationalen Universität in Kiew.
Nach der Auflösung der Ukrainischen Volksrepublik ging er 1921 nach Polen. 1934 starb er in Otwock. Sein Grab befindet sich in Warschau.